# كسرة فرج
قرية تقع على سرير نهر الفرات على الضفة اليمنى للنهر عند مدخل مدينة الرقة الجنوبي بحيث لايزال نهر الفرات حاجزا طبيعيا بينها وبين توسع مدينة الرقة حتى اليوم.. كل من يدخل الرقة قادما من دمشق أو حلب أو سائر المحافظات الغربية والجنوبية من سوريا لابد له من المرور بكسرة فرج ليعبر الجسرين الوحيدين على نهر الفرات اللذين يدخلانه إلى مركز المدينة.
يصل عدد سكان كسرة فرج إلى 5000 نسمة ويوجد منهم عدد كبير مغتربين خارج القطر ومعظمهم في دول الخليج العربي .
يوجد في قرية كسرة فرج المعهد المتوسط لاستصلاح الأراضي في محافظة الرقة ومركز البحوث الزراعية في المحافظة وجمعية زراعية وثانوية عامة والعديد من المدارس الابتدائية.

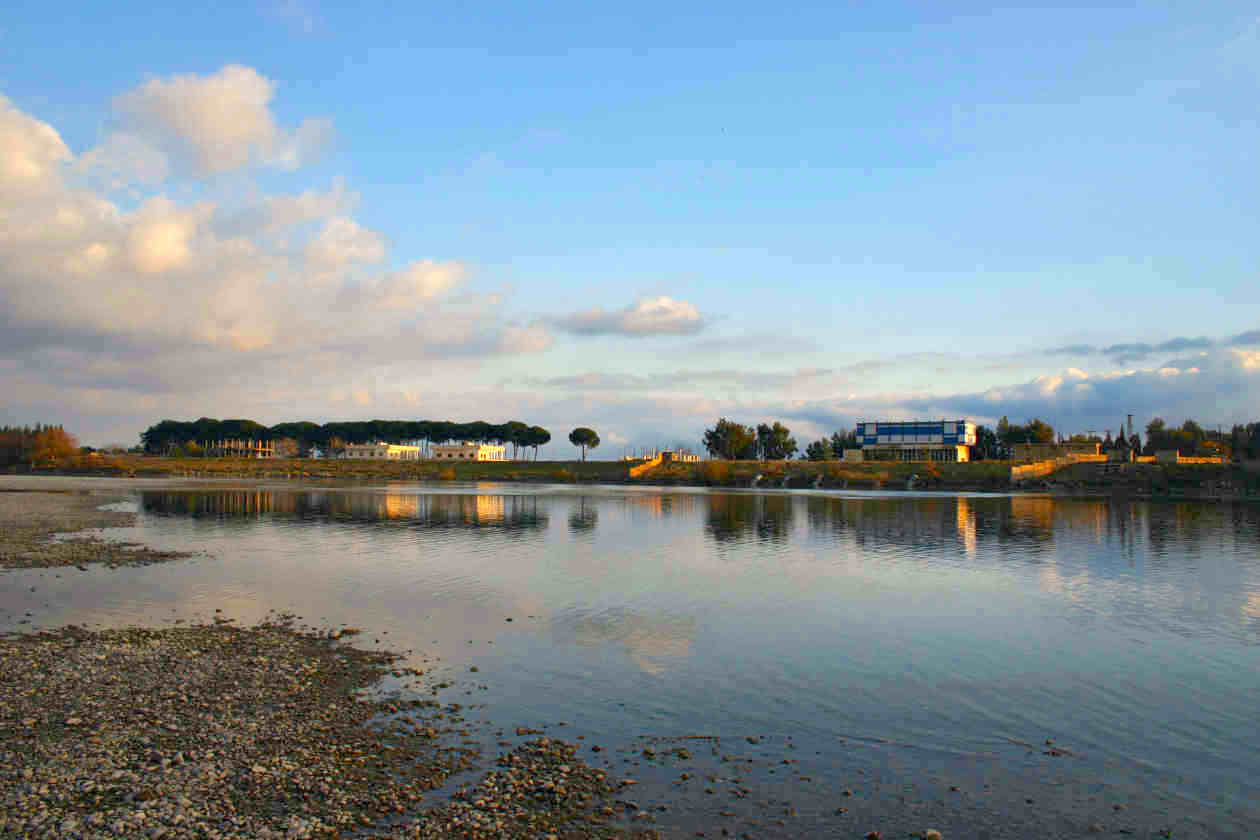
محطة ضخ مياه الري في كسرة فرج